# Baron Cozens-Hardy

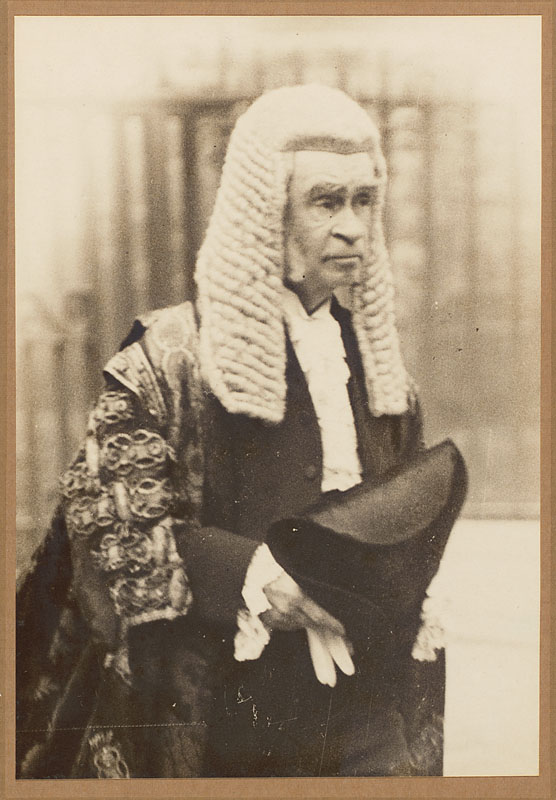
Herbert Cozens-Hardy, 1. Baron Cozens-Hardy

Baron Cozens-Hardy, of Letheringsett in the County of Norfolk, war ein erblicher britischer Adelstitel in der Peerage of the United Kingdom.

## Verleihung
Der Titel wurde am 1. Juli 1914 durch Letters Patent für den Master of the Rolls Sir Herbert Cozens-Hardy geschaffen.
Familiensitz der Barone war Letheringsett Hall in Letheringsett with Glandford, Norfolk.
Der Titel erlosch beim Tod seines Enkels, des 4. Barons, am 11. September 1975.

## Liste der Barone Cozens-Hardy (1914)
- Herbert Cozens-Hardy, 1. Baron Cozens-Hardy (1838–1920)
- William Cozens-Hardy, 2. Baron Cozens-Hardy (1868–1924)
- Edward Cozens-Hardy, 3. Baron Cozens-Hardy (1873–1956)
- Herbert Cozens-Hardy, 4. Baron Cozens-Hardy (1907–1975)